# Grand Combin de la Tsessette
El Grand Combin de la Tsessette  o Combin de la Tsessette és una muntanya de 4.141 metres que es troba a la regió del Valais a Suïssa.